# Вепрь (подводная лодка)
«Вепрь» — подводная лодка российского императорского флота типа «Барс». Построена в 1913—1915 годах, входила в состав Балтийского флота. Участвовала в Первой мировой войне, входила в состав Действующего отряда кораблей Балтийского флота, списана в 1922 году.

## История строительства

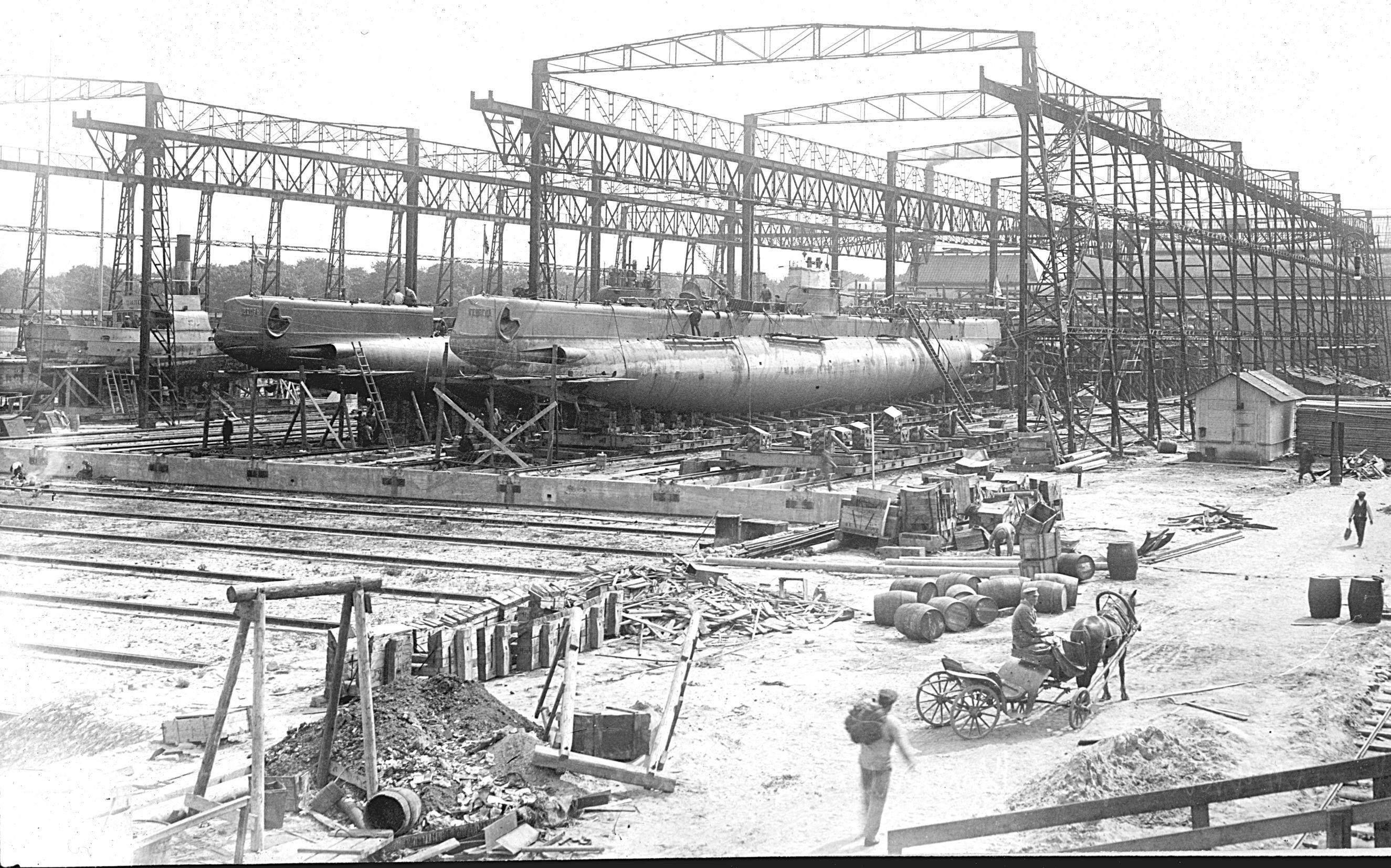
«Вепрь» (слева) и «Гепард» на строящемся заводе «Ноблесснер», 1915 год.

«Вепрь» был заложен 1 августа 1913 года на Балтийском заводе в Санкт-Петербурге, предназначался для Балтийского флота. 17 марта 1915 года включён в состав 1-го дивизиона Дивизии подводных лодок Балтийского моря. Спуск на воду состоялся в июне 1915 года. Из-за отсутствия штатных дизелей (2 по 1350 л. с.) были установлены два дизеля по 250 л. с., снятые с канонерских лодок типа «Шквал». 2 — 3 сентября 1915 года лодка перешла из Кронштадта в Ревель и 18 сентября под командованием А. Е. Циолкевича вступила в строй. После ввода в строй на лодку было установлено артиллерийское вооружение — два орудия калибра 57 мм, перед рубкой и за ней. По итогам испытания «Барса» и «Гепарда» на «Вепре» были внесены некоторые модернизации: был увеличен диаметр кингстонов, усовершенствована воздушная система, для осушения цистерн установлены четыре осушительных насоса вместо двух.

## История службы
С сентября 1915 года «Вепрь» принимал участие в Первой мировой войне, выходил в море на дозорную службу, действовал на коммуникациях противника, прикрывал минные постановки, неоднократно останавливал для досмотра торговые транспорты.
Зимой 1915—1916 года на заводе «Ноблесснер» были устранены выявленные при испытаниях замечания: торпедные аппараты Джевецкого на «Вепре» были перенесены на палубу, торпедные ниши были заделаны.
Всего за годы войны совершил 11 боевых походов, выполнил 4 торпедных атаки, потопил два транспорта.
3 июля 1916 года в Ботническом заливе трёхторпедным залпом с дистанции 4 кабельтовых потоплен гружёный шведской железной рудой германский транспорт «Siria» (3600 брт). Эта атака стала первой успешной торпедной атакой русских подводников по движущейся цели (предыдущие торпедирования осуществлялись по нормам призового права по уже остановленным кораблям). Так как атака была выполнена вблизи границы шведских территориальных вод и по прокладкам курса не удалось достоверно доказать, что эта граница не пересекалась, то после потопления транспорта разразился дипломатический скандал между Швецией и Россией. Командир «Вепря», старший лейтенант В. Н. Кондрашев, был снят с должности, а новым командиром корабля назначен лейтенант Н. М. Леман. Швеция потребовала компенсацию в размере более 6 млн шведских крон за потопленное судно и его груз, однако переговоры специально затягивались русской стороной, а пришедшие к власти большевики в итоге отказали Швеции в удовлетворении претензий.
8 августа 1916 года подводная лодка «Вепрь» (командир — лейтенант Н. М. Леман) в северной части Ботнического залива потопила торпедой германский пароход «Фридрих Карофер».
26 июля 1917 года в Ботническом заливе в районе Лулео потоплен германский транспорт «Friedrich Karou» (870 брт).
В 1917 году экипаж «Вепря» активно участвовал в Февральской и Октябрьской революциях (переворотах). 25 октября корабль вошёл в состав Красного Балтийского флота.
В феврале 1918 года вместе с группой кораблей в сопровождении ледоколов «Вепрь» перешёл из Ревеля в Гельсингфорс. 7 — 16 апреля 1918 года участвовал в Ледовом походе в Кронштадт.
В июне — сентябре 1918 года «Вепрь» действовал на Ладожском озере. После нескольких аварий был вынужден вернуться в Петроград. В 1919 году в составе ДОТ БФ участвовал в гражданской войне, оборонял Петроград. В 1920—1022 годах формально находился в строю, но требовал ремонта, отсутствовала часть механизмов. В 1922 году выведен из состава флота, использовался в учебных целях. В 1926 году окончательно исключён из списков плавсредств и разделан на металл.

## Память
6 апреля 1993 года наименование «Вепрь» получила российская многоцелевая атомная подводная лодка К-157 проекта 971.